# Большая Пажма
Большая Пажма — озеро на территории Луусалмского сельского поселения Калевальского района Республики Карелии.

## Общие сведения
Площадь озера — 2,5 км², площадь водосборного бассейна — 16 км². Располагается на высоте 102,8 метров над уровнем моря.
Форма озера продолговатая: оно вытянуто с северо-запада на юго-восток. Берега каменисто-песчаные, местами заболоченные.
Из юго-восточной оконечности озера вытекает безымянная протока, впадающая в озеро Верхнее Куйто.
В юго-восточной части озера расположено не менее шести небольших безымянных островов.
У северо-западной оконечности озера проходит лесовозная дорога.
Код объекта в государственном водном реестре — 02020000811102000004609.